# A. J. Cook
Andrea Joy Cook, più conosciuta come A. J. Cook (Oshawa, 22 luglio 1978), è un'attrice e regista canadese, nota principalmente per il ruolo di Jennifer "JJ" Jareau nella serie televisiva Criminal Minds (2005-in corso).
È inoltre apparsa in molte serie e film televisivi, tra i quali Out Cold (2001) e Final Destination 2 (2003).

## Biografia
È nata a Oshawa, in Ontario, ed è cresciuta nella vicina Whitby, dove ha frequentato l'Anderson Collegiate Vocational Institute. Suo padre Mike è un insegnante, mentre sua madre Sandra lavora per uno psichiatra; ha tre fratelli di nome Nathan, Paul e Angie. Andrea è cresciuta come membro della Chiesa di Gesù Cristo dei santi degli ultimi giorni. È stata dichiarata legalmente cieca in seconda elementare a causa di un grave astigmatismo, ma ha indossato lenti a contatto e spessi occhiali di tipo "coke bottle" per migliorare la vista, fino al 2007, anno in cui grazie a un intervento chirurgico le è stato risolto il problema. 
Parlando della sua infanzia, A.J. ha detto di come gli oggetti le sembrassero "macchie di colore senza forme" e che ai tempi della diagnosi non aveva buoni voti. Si credeva che avesse disabilità cognitive perché non sapeva leggere, ma in realtà non riusciva a vedere la lavagna per cui non distingueva le lettere e il loro suono. Già dall'età di quattro anni ha cominciato a prendere lezioni di jazz, tip-tap e danza classica: ha danzato per molti anni prima di decidere, all'età di 16 anni, di voler provare a recitare, ispirata dal film Dirty Dancing - Balli proibiti. Cook ha anche insegnato danza da giovane e affermato che se non fosse diventata un'attrice avrebbe probabilmente aperto una scuola di danza. 
Il primo lavoro di Andrea è stato in un negozio McDonald's nel 1997. Ha avuto un piccolo ruolo nella serie televisiva Piccoli brividi, ed è in seguito apparsa nei film per la televisione In His Father's Shoes e Elvis Meets Nixon. Ha ricevuto il suo primo ruolo importante a livello cinematografico nel 1999 in Il giardino delle vergini suicide di Sofia Coppola, dove interpreta Mary Lisbon. In quell'anno ha anche preso parte alla serie televisiva Horizon. Nel 2000 ha interpretato un ruolo nel film TV The Spiral Staircase, e in seguito è apparsa in molti film, inclusi Out Cold e Final Destination 2. Tra il 2003 e il 2004 ha interpretato Lindsay Walker in Tru Calling.
La notorietà è arrivata nel 2005 grazie al ruolo di Jennifer "JJ" Jareau nella serie televisiva Criminal Minds. Il 14 giugno del 2010 fu annunciato che il suo contratto non era stato rinnovato per la sesta stagione della serie, ufficialmente per tagli al budget, ciononostante A.J. comparve per i primi due episodi (in modo che i fan, che avevano mandato migliaia di lettere e petizioni ai produttori dello show, potessero "salutare" il suo personaggio) e in altri due episodi, uno in occasione dell'addio di Paget Brewster alla serie, e il finale di stagione, in cui compare nell'ultima scena annunciando il suo ritorno. L'ex produttore esecutivo di Criminal Minds, Ed Bernero, dichiarò che era stato chiamato dai piani alti della CBS per "liberarsi" di Cook e Brewster. Proprio Brewster, in un'altra intervista, affermò che la CBS chiese a Bernero di trovare "nuove donne", per questo le due furono licenziate, e che i loro rimpiazzi furono pagati il doppio, smentendo la motivazione dei tagli al budget.
Nel 2013 Cook e la collega sul set di Criminal Minds Kirsten Vangsness riuscirono ad ottenere un aumento dei loro salari, anche se non paritari, dopo anni per cui avevano guadagnato meno della metà di Matthew Gray Gubler e Shemar Moore . Nel 2017, entrambe firmarono nuovi contratti che garantivano loro la parità rispetto a Gubler. Cook ha continuato a ricoprire il ruolo di JJ fino al 2020, anno in cui si è chiusa la serie, e poi nuovamente in Criminal Minds: Evolution nel 2022. Sempre nel 2022, è apparsa nella serie 9-1-1 nel ruolo di una donna con problemi di alcolismo, aiutata da Maddie, personaggio interpretato da Jennifer Love Hewitt (che con A.J. ha recitato nella decima stagione di Criminal Minds).

### Vita privata
Nel settembre 2001 Andrea ha sposato il suo storico fidanzato Nathan Andersen, che incontrò alla Utah Valley University. In seguito si è trasferita a Salt Lake City, nello Utah, per vivere col marito, e attualmente risiede con lui a Los Angeles, in California. La coppia ha due figli, nati rispettivamente nel 2008 e nel 2015, Mekhai Allan e Phoenix Sky: questi hanno impersonato i figli di Jennifer Jereau, personaggio della Cook nella serie televisiva Criminal Minds da lei interpretata. Phoenix è stato chiamato così perché ad A.J. e il marito era stato detto che non avrebbero potuto avere più figli.

## Filmografia

### Attrice

#### Cinema
- Laserhawk, regia di Jean Pellerin (1997)
- Il giardino delle vergini suicide (The Virgin Suicides), regia di Sofia Coppola (1999)
- Teen Sorcery, regia di Victoria Muspratt (1999)
- Ripper - Lettera dall'inferno (Ripper), regia di John Eyres (2001)
- Wishmaster 3 - La pietra del diavolo (Wishmaster 3 - Beyond the Gates of Hell), regia di Chris Angel (2001)
- Out Cold, regia di Brendan ed Emmett Malloy (2001)
- The House Next Door, regia di Joey Travolta (2002)
- Final Destination 2, regia di David R. Ellis (2003)
- I'm Reed Fish, regia di Zackary Adler (2006)
- Night Skies, regia di Roy Knyrim (2006)
- Misconceptions, regia di Ron Satlof (2008)
- Mother's Day, regia di Darren Lynn Bousman (2010)
- Least Among Saints, regia di Martin Papazian (2012)
- La metamorfosi del male (Wer), regia di William Brent Bell (2013)
- Back Fork, regia di Josh Stewart (2019)

#### Televisione
- In His Father's Shoes, regia di Vic Sarin – film TV (1997)
- Piccoli brividi (Goosebumps) – serie TV, episodio 2x22 (1997)
- Elvis Meets Nixon, regia di Allan Arkush – film TV (1997)
- PSI Factor (PSI Factor: Chronicles of the Paranormal) – serie TV, episodi 1x19-2x11 (1997-1998)
- Blue Moon, regia di Ron Lagomarsino – film TV (1999)
- The Spiral Staircase, regia di James Head – film TV (2000)
- Horizon (Higher Ground) – serie TV, 22 episodi (2000)
- First Wave – serie TV, episodio 3x05 (2000)
- Dead Like Me – serie TV, episodio 1x09 (2003)
- Tru Calling – serie TV, 21 episodi (2003-2004)
- Bloodsuckers, regia di Matthew Hastings – film TV (2005)
- Criminal Minds – serie TV (2005-in corso)
- Vanished – film TV (2006)
- Law & Order - Unità vittime speciali (Law & Order: Special Victims Unit) – serie TV, episodio 12x13 (2011)
- Bringing Ashley Home – film TV (2011)
- 9-1-1 – serie TV, episodio 5x12 (2022)

### Regista
- Criminal Minds – serie TV, episodio 14x13, 16x8, 17×2, 18×7 (2016-in corso)

## Doppiatrici italiane
Nelle versioni in italiano delle opere in cui ha recitato, A.J. Cook è stata doppiata da:
- Federica De Bortoli in Criminal Minds, Criminal Minds: Evolution
- Valentina Mari in Wishmaster 3 - La pietra del diavolo
- Laura Latini in Tru Calling
- Rossella Acerbo in Final Destination 2
- Marzia Dal Fabbro in Il giardino delle vergini suicide
- Domitilla D'Amico in Out Cold, Teen Sorchery
- Lara Parmiani in Horizon
- Claudia Pittelli in Ripper - Lettera dall'inferno
- Francesca Manicone in La metamorfosi del male
- Giò Giò Rapattoni in 9-1-1